# 牛角蝶螺
牛角蝶螺（学名：Hyalocylis striata）是翼足目驼蝶螺科Hyalocylis屬的一种。其种加词“striata”意为“有条纹的”。

## 分佈
主要分布于韩国、中国大陆、台湾周邊的黃海、東中國海、台灣海峽、南中國海，常栖息在浅海沙底。